# アサマイチモンジ
アサマイチモンジ（浅間一文字、Limenitis glorificaまたはLadoga glorifica）は、チョウ目（鱗翅目）アゲハチョウ上科タテハチョウ科に属するチョウの一種。

## 概要
前翅から後翅を通り、反対側の前翅にかけて名の通り一条の白斑列が並ぶ。ミスジチョウの仲間だが、特徴である滑空するような飛翔はあまり行わない。山地の広葉樹林や草原に生息し、花によく来るほか湿地や腐果にも集まる。名前のアサマは浅間山からであるが分布域はそれにとどまらない。ただ、あまり多い種ではないようである。

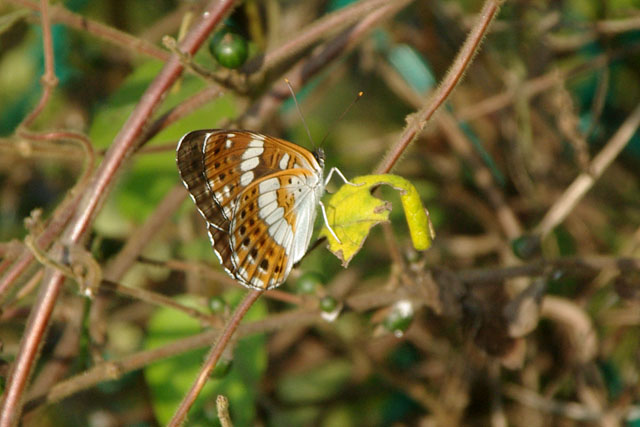
翅裏

近縁種にイチモンジチョウがあるが、前翅中室の白紋が顕著に表れること、逆に前翅外縁の白点は消えること、複眼に毛がないことで区別できる。またメスグロヒョウモンのメスとも似るが、メスグロヒョウモンは翅表にある白条が裏には現れない。
幼虫の食草はスイカズラ科のスイカズラやニシキウツギなどである。成虫は年1回発生、5月から9月ごろまで。越冬態は3齢幼虫。イチモンジチョウよりやや山地性で、明るく開けた環境に多い。

## 分布
日本固有種で、本州全土に分布。